# Объект 268
«Объект 268» — советская опытная тяжёлая противотанковая САУ. Серийно не производилась.

## История создания
В рамках разработок тяжёлых противотанковых самоходных орудий велось проектирование «объекта 268». Работы по разработке орудия велись в конструкторском бюро Завода № 172. К августу 1954 года была подготовлена конструкторская документация на опытный образец. 13 марта 1955 года постановлением СМ СССР был определён срок создания опытного образца пушки. Согласно установленному сроку, к декабрю 1955 года должен был быть изготовлен опытный образец пушки М-64.
В 1956 году был изготовлен опытный образец «объекта 268».
К тому моменту как «объект 268» прошёл испытания, были созданы и поставлены в серийное производство британские ОБТ «Chieftain» и американские М60, против которых для эффективной борьбы огневой мощи «объекта 268» было недостаточно, поэтому машина на вооружение принята не была, а все работы по ней были остановлены.

## Описание конструкции

### Броневой корпус и рубка
«Объект 268» имел сварной броневой корпус. Боевое отделение находилось в бронированной рубке. Для монтажа орудия, задний лист был съёмным.
На крыше рубки размещался 14,5-мм пулемёт и дальномер.
В корме «объекта 268» на крыльях размещались наружные топливные баки, ёмкостью по 150 литров каждый. Кроме наружных имелись ещё три внутренних бака, один (ёмкостью 90 литров) располагался спереди, два других (ёмкостью по 185 литров каждый) находились сзади.

### Вооружение
В качестве основного вооружения использовалась пушка М-64. Для снижения длины отката пушка имела двухкамерный дульный тормоз. В целях снижения загазованности боевого отделения, на пушке имелся эжектор для продувки канала ствола. Заряжание было раздельно-гильзовое. Наряду со стандартными металлическими имелась возможность применения сгорающих гильз. Для досылания снарядов, пушка была оснащена досылателем лоткового типа. По баллистическим характеристикам пушка М-64 значительно превосходила САУ ИСУ-152. Возимый боекомплект пушки составлял 35 выстрелов.
В роли дополнительного вооружения использовался 14,5-мм пулемёт КПВТ. Боекомплект составлял 500 патронов.

### Средства наблюдения и связи
«Объект 268» был снабжён прицелом прямой наводки ТШ-2А. Для стрельбы с закрытых позиций использовался прицел ЗИС-3. Кроме того машина имела на рубке дальномер ТКД-09.

### Двигатель и трансмиссия
В «объекте 268» использовался дизельный двигатель В-12-5, способный развивать мощность до 700 л.с при 2100 об/мин.
Блок с планетарной коробкой передач и поворотным механизмом типа «ЗК» составляет силовую передачу. Машина имела 8 передних передач, а также две задние.

### Ходовая часть
За базу была взята ходовая часть тяжёлого танка Т-10.
Ведущие колёса располагались сзади и имели по 14 зубьев. Ходовая часть имела по 7 литых сдвоенных опорных и по три поддерживающих катка с каждого борта.

## Сохранившиеся экземпляры
На сегодняшний день сохранившийся экземпляр находится в Бронетанковом музее в городе Кубинка.
- 152 мм опытная САУ «объект 268» (СССР) в Бронетанковом музее г. Кубинка

## В игровой индустрии
- Объект 268 присутствует в MMO-играх World of Tanks и World of Tanks Blitz в качестве прокачиваемой техники 10-го уровня советского дерева развития. Обозначаются как ПТ-САУ(треугольник).

- В Tank Company является VIII уровнем прокачиваемой ветки ПТ-САУ СССР.
- Также Объект 268 есть в War Thunder, где находится на 5 ранге. Обозначается как САУ.